# Chrysotus fuscoluteus
Chrysotus fuscoluteus är en tvåvingeart som beskrevs av Negrobov och Zurikov 1986. Chrysotus fuscoluteus ingår i släktet Chrysotus och familjen styltflugor. Inga underarter finns listade i Catalogue of Life.